# Buttigliera Alta
Buttigliera Alta – miejscowość i gmina we Włoszech, w regionie Piemont, w prowincji Turyn.
Według danych na rok 2004 gminę zamieszkiwały 6522 osoby, 815,2 os./km².

## Miasta partnerskie
- Jougne